# Gyrocarpus hababensis
Gyrocarpus hababensis là một loài thực vật có hoa trong họ Hernandiaceae. Loài này được Chiov. miêu tả khoa học đầu tiên năm 1911.